# Холандија на Европском првенству у атлетици у дворани 2013.
Холандија је учествовала на 32. Европском првенству у дворани 2013 одржаном у Гетеборгу, Шведска, од 28. фебруара до 3. марта. Холандији је ово било тридесет друго европско првенство у дворани, односно учествовала је на свим првенствима до данас. Репрезентацију Холандије представљало је 13 спортиста (7 мушкараца и 6 жена) који су се такмичили у 9. дисциплина (5 мушке и 4 женске).
На овом првенству Холандија је делила тринаесто место по броју освојених медаља са 1 медаљом и то златном. У табели успешности према броју и пласману такмичара који су учествовали у финалним такмичењима (првих 8 такмичара) Холандија је са 5 финалиста заузела 14. место са 19 бодова, од 27 земаља које су имале представнике у финалу. Укупно је учествовало 47 земаља.
Спортисти Холандије поставили су 1 национални и 10 лична рекорда и постигли 1 најбољи светски резултат сезоне и 7 најбољих личних резултата сезоне.

## Учесници
| Мушкарци: - Тијемен Куперс — 800 м - Robert Lathouwers — 800 м - Марк Наувс — 1.500 м - Кун Смет — 60 м препоне - Фабијан Флорант — Троскок - Елко Синтниколас — Седмобој - Пеле Ритвелд — Седмобој | Жене - Дафне Схиперс — 60 м - Јамиле Самуел — 60 м - Madiea Ghafoor — 400 м - Sharona Bakker — 60 м препоне - Надин Брурсен — Петобој - Ремона Франсен — Петобој |  |

## Освајачи медаља (1)

### Злато (1)
- Елко Синтниколас — Седмобој

## Резултати

### Мушкарци
| Атлетичар         | Дисциплина   | Лични рекорд | Квалификације   | Квалификације   | Полуфинале           | Полуфинале           | Финале               | Финале               | Детаљи |
| Атлетичар         | Дисциплина   | Лични рекорд | Резултат        | Место           | Резултат             | Место                | Резултат             | Место                | Детаљи |
| ----------------- | ------------ | ------------ | --------------- | --------------- | -------------------- | -------------------- | -------------------- | -------------------- | ------ |
| Тијемен Куперс    | 800 м        | 1:47,99      | 1:50,78 КВ      | 2. у гр. 3      | 1:50,29              | 6. у гр. 2           | Није се квалификовао | 20 /26 (28)          |        |
| Robert Lathouwers | 800 м        | 1:48,27      | Дисквалификован | Дисквалификован | Није се квалификовао | Није се квалификовао | Није се квалификовао | Није се квалификовао |        |
| Марк Наувс        | 1.500 м      | 3:43,53      | 3:49,78         | 8 у гр. 3       |                      |                      | Није се квалификовао | 22 / 24              |        |
| Кун Смет          | 60 м препоне | 7,69         | 7,86            | 7 у гр. 1       | Није се квалификовао | Није се квалификовао | Није се квалификовао | 21 /27               |        |
| Фабијан Флорант   | Троскок      | 16,75 НР     | 16,69 кв        | 4.              |                      |                      | 16,55                | 8 /21 (22)           |        |

#### седмобој
| Дисциплина   | Елко Синтниколас | Елко Синтниколас | Елко Синтниколас | Елко Синтниколас |
| Дисциплина   | Лич. рек.        | Рез.             | Бод.             | Плас.            |
| ------------ | ---------------- | ---------------- | ---------------- | ---------------- |
| 60 м         | 6,92             | 6,88 ЛР          | 925              | 3.               |
| Скок удаљ    | 7,65             | 7,61             | 962              | 2.               |
| Бацање кугле | 14,46            | 14,11            | 735              | 8.               |
| Скок увис    | 2,08             | 2,02             | 822              | 7.               |
| 60 препоне   | 7,88             | 7,91             | 1.005            | 1.               |
| Скок мотком  | 5,52             | 5,40             | 1.035            | 1.               |
| 1.000 м      | 2:40,44          | 2:38,73 ЛР       | 888              | 4.               |
| Укупно       | 6.175            | -                | 6.372 СРС, НР    |                  |

| Дисциплина   | Пеле Ритвелд | Пеле Ритвелд | Пеле Ритвелд | Пеле Ритвелд |
| Дисциплина   | Лич. рек.    | Рез.         | Бод.         | Плас.        |
| ------------ | ------------ | ------------ | ------------ | ------------ |
| 60 м         | 6,98         | 6,95         | 900          | 7.           |
| Скок удаљ    | 7,19         | 7,22         | 866          | 10.          |
| Бацање кугле | 14,78        | 13,79        | 715          | 10.          |
| Скок увис    | 1,93         | 1,90         | 714          | 11.          |
| 60 препоне   | 7,82         | 7,93         | 999          | 2.           |
| Скок мотком  | 5,00         | 4,80         | 849          | 5.           |
| 1.000 м      | 2:45,19      | 2:40,98 ЛР   | 863          | 6.           |
| Укупно       | 5.890        | -            | 5.906 ЛР     | 8 / 13 (15)  |

### Жене
| Атлетичарka    | Дисциплина   | Лични рекорд | Квалификације | Квалификације | Полуфинале | Полуфинале | Финале                | Финале      | Детаљи |
| Атлетичарka    | Дисциплина   | Лични рекорд | Резултат      | Место         | Резултат   | Место      | Резултат              | Место       | Детаљи |
| -------------- | ------------ | ------------ | ------------- | ------------- | ---------- | ---------- | --------------------- | ----------- | ------ |
| Дафне Схиперс  | 60 м         | 7,19         | 7,15 КВ, ЛР   | 2. у гр 1     | 7,18 КВ    | 4. у гр. 2 | 7,14 ЛР               | 4 / 23 (24) |        |
| Јамиле Самуел  | 60 м         | 7,28         | 7,34 КВ       | 3. у гр 3     | 7,26 ЛР    | 4. у гр. 1 | Нису се квалификовале | 9 / 23 (24) |        |
| Madiea Ghafoor | 400 м        | 52,66        | 52,88 кв      | 3. у гр 1     | 53,12      | 4. у гр 1  | Нису се квалификовале | 9 / 20      |        |
| Sharona Bakker | 60 м препоне | 8,03         | 8.11 КВ       | 4. у гр. 3    | 8,05 =ЛРС  | 5. у гр. 2 | Нису се квалификовале | 9 / 23 (24) |        |

#### Петобој
| Дисциплина   | Надин Брурсен | Надин Брурсен | Надин Брурсен | Надин Брурсен | Надин Брурсен | Надин Брурсен |
| Дисциплина   | Лич. рек.     | Резултат      | Бод.          | Плас.         | Укупно        | Плас.         |
| ------------ | ------------- | ------------- | ------------- | ------------- | ------------- | ------------- |
| 60 м препоне |               | 8,32 ЛР       | 1.057         | 3.            |               |               |
| Скок увис    | 1,84          | 1,84 ЛРС      | 1.029         | 3.            | 2.086         | 2.            |
| Бацање кугле | 13,52         | 13,16 ЛРС     | 738           | 12.           | 2.824         | 5.            |
| Скок удаљ    | 6,06          | 6,11 ЛР       | 883           | 7.            | 3.707         | 6.            |
| 800 м        | 2:16,68       | Диск.         |               |               |               |               |
| Петобој      | 4.436         |               |               |               | 3.707         | 12 / 13 (15)  |

| Дисциплина   | Ремона Франсен | Ремона Франсен | Ремона Франсен | Ремона Франсен | Ремона Франсен | Ремона Франсен |
| Дисциплина   | Лич. рек.      | Резултат       | Бод.           | Плас.          | Укупно         | Плас.          |
| ------------ | -------------- | -------------- | -------------- | -------------- | -------------- | -------------- |
| 60 м препоне | 8,53           | 8,43 ЛР        | 1.032          | 6.             |                |                |
| Скок увис    | 1,92           | 1,81 ЛРС       | 991            | 4.             | 2.023          | 5.             |
| Бацање кугле | 14,09          | 13,42 ЛРС      | 755            | 10.            | 2.778          | 7.             |
| Скок удаљ    | 6,07           | 6,29 ЛР        | 940            | 2.             | 3.718          | 5.             |
| 800 м        | 2:15,63        | 2:17,88 ЛРС    | 853            | 4.             |                |                |
| Петобој      | 4.665          |                |                |                | 4.571 ЛРС      | 4 / 13 (15)    |